# Chatons de Schrödinger
En mécanique quantique, les chatons de Schrödinger sont un ensemble d'objets microscopiques (les « chatons ») placés dans des états quantiques superposés : le système subit une décohérence d'autant plus rapide que les chatons sont plus nombreux. L'expression fait référence au chat de Schrödinger, un unique objet placé dans des états superposés.

## Génération
Il existe plusieurs manières de créer un chaton de Schrödinger. Il est possible d'utiliser des méthodes d'optique non linéaire ou d'électrodynamique quantique en cavité (en) mais elles sont coûteuses. Il est également possible d'utiliser de l'optique physique linéaire.
La méthode la plus utilisée[réf. nécessaire] reste la soustraction de photon depuis un état comprimé.
Un chaton peut également être créé en superposant des photons. Pour cela, il faut enfermer des photons dans une boite contenant des miroirs.
En 2011, une étude menée par des chercheurs de l'université nationale australienne et de l'université du Queensland démontre qu'il est possible d'obtenir des chatons à l'aide d'une méthode de soustraction de photons, tout en respectant des principes gaussiens. En 2018, une étude composée de chercheurs de l'université du Queensland et de l'université Queen's de Belfast propose une méthode entièrement optique pour générer une superposition linéaire d'états cohérents macroscopiques.

## Taille maximale
En raison de la décohérence quantique qui limite le maintien des états superposés, de nombreux scientifiques ont cherché à trouver la taille maximale d'un chaton, en s'éloignant progressivement de l'échelle de la particule.
Dès les années 1920, il a été prouvé que les petites particules comme les électrons possèdent une fonction d'onde cohérente. Peu de temps après, cette observation a été démontrée pour les atomes. Puis, dans les années 1990, des ondes de matière ont été créées pour les atomes et les molécules.
En 1999, des chercheurs de l'université de Vienne ont réussi  à démontrer des phénomènes quantiques pour le fullerène C60, possédant 430 atomes et mesurant 6 nm et visible par un microscope électronique. En 2011, une équipe menée par Ian Walmsley de l'université d'Oxford détecte une intrication quantique en faisant vibrer deux diamants de 3 mm de diamètre et espacés de 15 cm. Certains chercheurs de l'institut Max-Planck d'optique quantique à Garching ont imaginé une expérience visant à superposer les états de virus, en utilisant des tardigrades comme sujet d'expérience.
Au laboratoire Kastler Brossel, l'équipe de Serge Haroche a observé que la superposition de dix photons est une limite pour laquelle les états quantiques disparaissent. Il est généralement admis qu'un chaton devient un chat de Schrödinger lorsque son amplitude[pas clair] est supérieure à 2.

## Utilisation
Les chatons de Schrödinger pourraient être utilisés en théorie de l'information quantique, en particulier dans les protocoles de communication.